# Wausa
Wausa är en ort i Knox County i Nebraska. Enligt 2020 års folkräkning hade Wausa 592 invånare. Orten grundades av svenska invandrare och Wausa har härletts från namnet Vasa.

## Kända personer från Wausa
- George E. Danielson, politiker